# Унгурень (Бакеу)
Унгурень, Унгурені (рум. Ungureni) — село у повіті Бакеу в Румунії. Входить до складу комуни Унгурень.
Село розташоване на відстані 245 км на північ від Бухареста, 15 км на схід від Бакеу, 79 км на південний захід від Ясс, 141 км на північний захід від Галаца.

## Населення
За даними перепису населення 2002 року у селі проживали 850 осіб, з них 848 осіб (99,8%) румунів. Рідною мовою 847 осіб (99,6%) назвали румунську.